# Dienstgrade der Feuerwehr in Thüringen
Die Dienstgrade der Feuerwehren in Thüringen richten sich nach der Thüringer Feuerwehr-Organisationsverordnung. Tarifbeschäftigte im kommunalen feuerwehrtechnischen Dienst tragen Dienstgrad- und Ärmelabzeichen der vergleichbaren Besoldungsgruppe der Beamten.
Aufgrund des § 54 Abs. 1 Nr. 1 in Verbindung mit Abs. 2 Satz 2 des Thüringer Brand- und Katastrophenschutzgesetzes in der Fassung vom 5. Februar 2008 (GVBI. S. 22), zuletzt geändert durch Artikel 1 des Gesetzes vom 23. November 2020 (GVBI. S. 559), verordnete das Ministerium für Inneres und Kommunales im Einvernehmen mit dem Finanzministerium nach Anhörung des Innen- und Kommunalausschusses federführend und des Haushalts- und Finanzausschusses des Landtags eine Änderung der Thüringer Feuerwehr-Organisationsverordnung (ThürFwOrgVO) an. Geändert wurde folglich die Verordnung zur geltenden Fassung zu den zu führenden Dienstgrad- und Funktionsabzeichen sowie Ärmelabzeichen der ehrenamtlichen Feuerwehrangehörigen und der hauptamtlichen Angehörigen des feuerwehrtechnischen Dienstes.

## Überblick der Dienstgrade und Dienstgradabzeichen der ehrenamtlichen Feuerwehrangehörigen der Freiwilligen Feuerwehr
| Dienstgrad                                                   | Abzeichen alt          | Abzeichen neu | Voraussetzungen |
| ------------------------------------------------------------ | ---------------------- | ------------- | --- |
| Einfache Dienstgrade                                         |                        |               | |
| Feuerwehrmann-Anwärter (FMA)/ Feuerwehrfrau-Anwärterin (FFA) | Feuerwehrmann-Anwärter |               | bis Abschluss der Truppmannausbildung |
| Feuerwehrmann (FM)/ Feuerwehrfrau (FF)                       | Feuerwehrmann          |               | Abschluss Truppmannausbildung |
| Oberfeuerwehrmann (OFM)/ Oberfeuerwehrfrau (OFF)             | Oberfeuerwehrmann      |               | 5 Jahre Feuerwehrmann / Feuerwehrfrau oder Truppmannausbildung zzgl. Ausbildung für Sonderfunktionen                                                 |
| Hauptfeuerwehrmann (HFM)/ Hauptfeuerwehrfrau (HFF)           | Hauptfeuerwehrmann     |               | 5 Jahre Oberfeuerwehrmann/frau oder Truppführerausbildung                                                                                            |
| Dienstgrade der Unterführer                                  |                        |               | |
| Löschmeister/-in (LM)                                        | Löschmeister           |               | 10 Jahre Hauptfeuerwehrmann/frau mit Truppführerausbildung oder Gruppenführerausbildung                                                              |
| Oberlöschmeister/-in (OLM)                                   | Oberlöschmeister       |               | 10 Jahre Löschmeister/in oder Ausbildung zum Zugführer/in                                                                                            |
| Dienstgrade der Führungskräfte                               |                        |               | |
| Brandmeister/-in (BM)                                        | Brandmeister           |               | 10 Jahre Oberlöschmeister/in mit Gruppenführerausbildung oder 5 Jahre Oberlöschmeister/in mit Zugführerausbildung oder Ausbildung als Verbandsführer |
| Oberbrandmeister/-in (OBM)                                   | Oberbrandmeister       |               | 10 Jahre Brandmeister/in mit Zugführerausbildung oder 5 Jahre Brandmeister/in mit Ausbildung als Verbandsführer/in                                   |
| Hauptbrandmeister/-in (HBM)                                  | Hauptbrandmeister      |               | 10 Jahre Oberbrandmeister/in und Ausbildung zum Verbandsführer/in                                                                                    |

## Überblick der Dienstgrade und Dienstgradabzeichen der hauptamtlichen Angehörigen des feuerwehrtechnischen Dienstes
| Dienstgrad                               | Abzeichen alt | Abzeichen neu |
| ---------------------------------------- | ------------- | ------------- |
| Brandmeister-Anwärter/-in (BMA)          |               |               |
| Brandmeister/-in (BM)                    |               |               |
| Oberbrandmeister/-in (OBM)               |               |               |
| Hauptbrandmeister/-in (HBM)              |               |               |
| Hauptbrandmeister/-in mit Zulage (HBMmZ) | n.a.          |               |
| Brandoberinspektor-Anwärter/-in (BOIA)   |               |               |
| Brandoberinspektor/-in (BOI)             |               |               |
| Brandamtmann/-frau (BA)                  |               |               |
| Brandamtsrat/-rätin (BAR)                |               |               |
| Brandoberamtsrat/-rätin (BOAR)           |               |               |
| Brandreferendar/-in (BRef)               |               |               |
| Brandrat/-rätin (BR)                     |               |               |
| Oberbrandrat/-rätin (OBR)                |               |               |
| Branddirektor/-in (BD)                   |               |               |
| Leitender Branddirektor/-in (LtdBD)      |               |               |

## Überblick der Funktionsabzeichen für Kreisbrandinspektoren, Kreisbrandmeister und Kreis- und Stadtjugendfeuerwehrwarte
| Funktion | Abzeichen alt | Abzeichen neu |
| --- | ------------- | ------------- |
| Kreisbrandinspektor/-in (KBI) (hauptamtlich) |               |               |
| Kreisbrandmeister/-in (KBM) (hauptamtlich) |               |               |
| Kreisbrandmeister/-in (KBM) (ehrenamtlich) |               |               |
| Kreisjugendfeuerwehrwart/-in (KJFW) Stadtjugendfeuerwehrwart/-in (SJFW) |               |               |
| stellvertretender Kreisjugendfeuerwehrwart/stellvertretende Kreisjugendfeuerwehrwartin (stellv. KJFW) stellvertretender Stadtjugendfeuerwehrwart/stellvertretende Stadtjugendfeuerwehrwartin (stellv. SJFW) |               |               |

## Funktionsabzeichen für Gemeinde- oder Stadtbrandmeister und Wehrführer, deren jeweiligen Stellvertreter sowie Leiter der Jugendfeuerwehr
| Funktion | Abzeichen alt | Abzeichen neu |
| --- | ------------- | ------------- |
| Gemeindebrandmeister/in (GBM) Stadtbrandmeister/in (SBM) |               |               |
| stellvertretender Gemeindebrandmeister / stellvertretende Gemeindebrandmeisterin (stellv. GBM) stellvertretender Stadtbrandmeister / stellvertretende Stadtbrandmeisterin (stellv. SBM) |               |               |
| Wehrführer/-in (WF) |               |               |
| stellvertretender Wehrführer/stellvertretende Wehrführerin (stellv. WF) |               |               |
| Leiter/-in der Jugendfeuerwehr (LJF) |               |               |

## Quellnachweise
1. ↑  Thüringer Feuerwehr-Organisationsverordnung (ThürFwOrgVO) vom 27. Januar 2009 (GVBl. 2009, 39) – § 4 Persönliche Schutzausrüstung, Bekleidung, Kennzeichnung und Beförderung, die zuletzt am 12. Mai 2017 (SächsGVBl. S. 218) geändert worden ist, abgerufen am 16. März 2022
2. ↑  Thüringer Feuerwehr-Organisationsverordnung (ThürFwOrgVO) vom 27. Januar 2009 (GVBl. 2009, 39) – Anlage 4 Dienstgradabzeichen, Funktionsabzeichen, Ärmelabzeichen, die zuletzt am 12. Mai 2017 (SächsGVBl. S. 218) geändert worden ist, abgerufen am 16. März 2022
3. ↑  Thüringer Feuerwehr-Organisationsverordnung (ThürFwOrgVO) Vom 27. Januar 2009, auf landesrecht.thueringen.de
4. ↑  Georg Maier, Minister für Inneres und Kommunales: Zweite Verordnung zur Änderung der Thüringer Feuerwehr-Organisationsverordnung vom 15. April 2021. Thüringer Ministerium für Inneres und Kommunales, 15. April 2021, abgerufen am 3. November 2023.